# Maggie Blue O'Hara
Maggie Blue O'Hara (Victoria, Columbia Británica, 16 de marzo de 1975), también conocida como Maggie O'Hara es una actriz canadiense, reconocible por su voz de "chica adolescente". Además de sus papeles en anime, fue la voz de Shadowcat en X-Men: Evolution.

## Biografía
Nació en Victoria, Columbia Británica. Ha aparecido en numerosas series de televisión y películas para TV, incluyendo The X-Files, Da Vinci's Inquest, Hope Island, Neon Rider y un papel como actriz habitual en la serie de CBC TV, Northwood, así como en la película para TV Resurrection.
En 2005, Maggie Blue y su marido, el renombrado artista de Hong Kong, Hoi Chiu formaron la Asociación de Teatro y Arte creando espectáculos y promocionándolos internacionalmente en lugares como Inglaterra, Canadá, Taiwán, China, Singapur, Tailandia, Australia y Nueva Zelanda. 
Mientras vivía en Hong Kong, O'Hara puso su voz en juguetes electrónicos de marcas como VTech y en series de dibujos animados como Hello Kitty and Friends.
A principios de 2015, después de casi 10 años en Hong Kong, volvió a la Columbia Británica, y continúa su labor como actriz de doblaje así como profesora de actuación y de yoga para niños.[cita requerida]